# NGC 7372
NGC 7372 je spirální galaxie typu Sbc v souhvězdí Pegase. Byla objevena Albertem Marthem 7. srpna 1864. Její vizuální jasnost je 13,7m.
V této galaxii byly pozorovány supernovy SN 2009hj a SN 2010if. 